# Philonotis fragilicaulis
Philonotis fragilicaulis är en bladmossart som beskrevs av Robert Statham Williams 1915. Philonotis fragilicaulis ingår i släktet källmossor, och familjen Bartramiaceae. Inga underarter finns listade i Catalogue of Life.